# 11012 Henning
11012 Henning eller 1982 JH2 är en asteroid i huvudbältet som upptäcktes 15 maj 1982 av Palomar-observatoriet. Den är uppkallad efter John Henning, som var mjukvaruutvecklare vid observatoriet.
Asteroiden har en diameter på ungefär 8 kilometer.